# Spinophorosaurus
Spinophorosaurus – rodzaj bazalnego zauropoda żyjącego w jurze na obecnych terenach Nigru. Jest najbardziej kompletnym znanym obecnie bazalnym zauropodem. Został opisany w oparciu o kilka kości czaszki oraz niemal kompletny szkielet pozaczaszkowy (GCP-CV-4229). Paratypem jest NMB-1698-R – okaz obejmujący fragmentaryczną czaszkę oraz niekompletny szkielet pozaczaszkowy. Należy do niego także kilka kości nieobecnych u holotypu. Identyczna morfologia kości czaszki, zębów, szkieletu osiowego i łopatek oraz bliskość obu szkieletów potwierdza ich przynależność do tego samego gatunku. Skamieniałości wydobyto z datowanych na środkową lub późną jurę osadów w departamencie Agadez w Nigrze. Stratygraficzna i filogenetyczna pozycja Spinophorosaurus sugeruje środkową jurę, przypuszczalnie bajos-baton, lecz nie można wykluczyć, że osady te pochodzą z dolnej jury. Z tylnej strony kości kwadratowej nie występuje wklęsłość, co jest cechą plezjomorficzną, u zauropodów zanotowaną wcześniej jedynie u Tazoudasaurus. Spinophorosaurus miał 25 kręgów przedkrzyżowych – w tym 13 szyjnych – 4 krzyżowe i ponad 37 ogonowych. W pobliżu obręczy miednicznej holotypu odnaleziono dwie przypominające kolce osteodermy, za życia zwierzęcia znajdujące się prawdopodobnie na końcu ogona. Podobne osteodermy pokrywają środkową część maczugi ogonowej zauropoda z rodzaju Shunosaurus. Dystalne kręgi ogonowe Spinophorosaurus były jednak mniejsze od proksymalnych, co dowodzi, że maczuga tego typu nie występowała u dinozaurów należących do tego rodzaju.

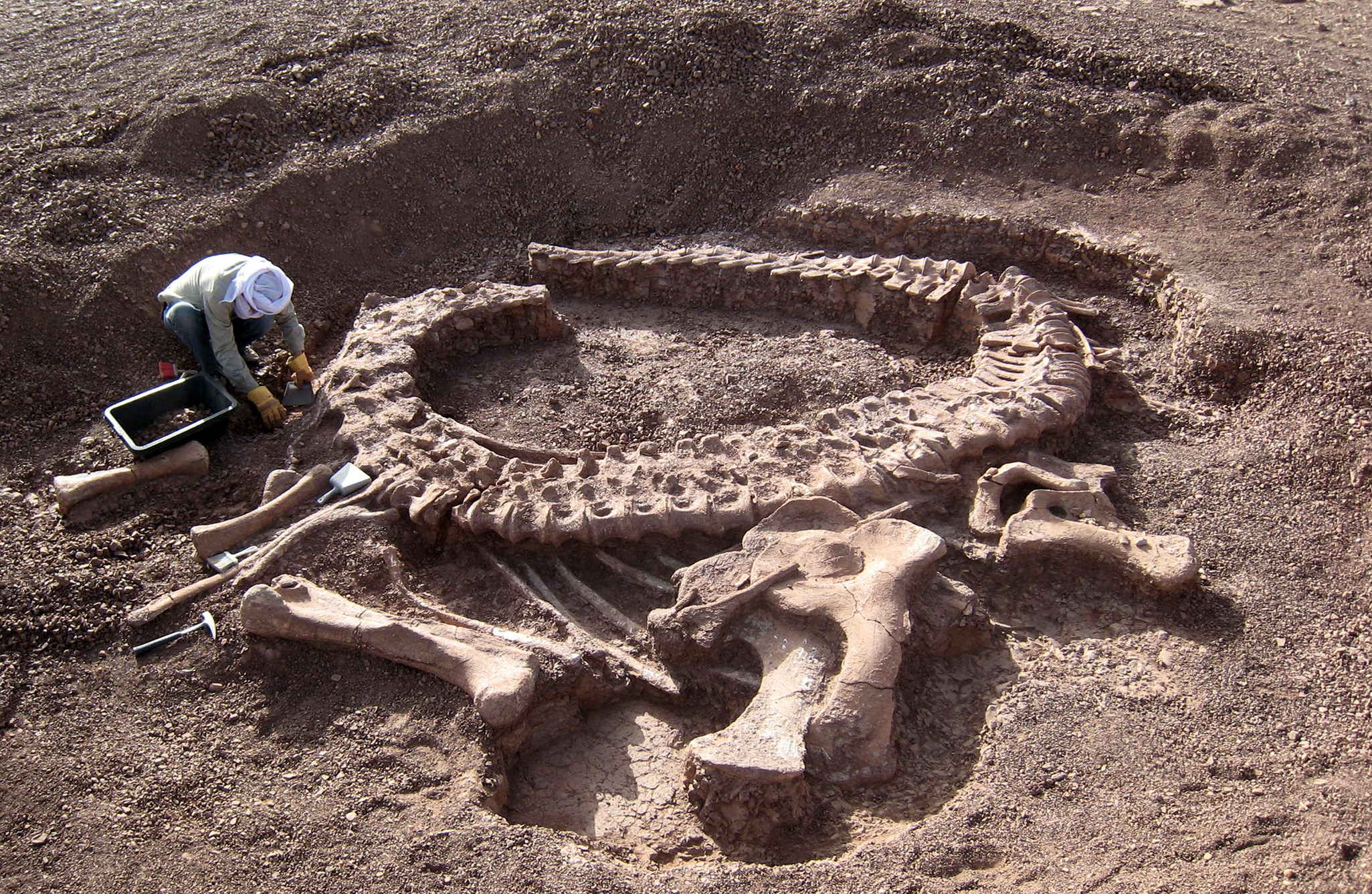
Holotyp Spinophorosaurus

Przeprowadzona przez Remesa i współpracowników analiza filogenetyczna umiejscawia Spinophorosaurus jako takson siostrzany euzauropodów. Wiele cech łączy tego zauropoda ze środkowojurajskimi eurazjatyckimi formami, takimi jak Shunosaurus i Mamenchisauridae, z kolei inne odróżniają go od wczesno- i środkowojurajskich zauropodów z terenów południowej Gondwany. Liczne plezjomorfie, takie jak budowa kończyn tylnych oraz brak dołu w kości kwadratowej, łączą Spinophorosaurus i Tazoudasaurus. Odkrycie Spinophorosaurus i nowe datowania stanowisk, w których odnaleziono skamieniałości jobarii sugerują, że bazalne afrykańskie zauropody występowały w tym samym okresie, co ich najbliżsi filogenetyczni krewni na innych obszarach Gondwany oraz w Azji. Anatomia i pozycja filogenetyczna rodzaju Spinophorosaurus wskazuje, iż wiele cech obecnych u wschodnioazjatyckich jurajskich zauropodów wyewoluowało u bardziej bazalnych przedstawicieli Sauropoda i są tym samym symplezjomorfiami euzauropodów.